# Oldenlandia
Oldenlandia L., 1753 è un genere di piante della famiglia Rubiaceae che comprende piante di piccole dimensioni, prevalentemente distribuite nelle regioni tropicali.
Alcune specie hanno una certa rilevanza etnobotanica.

## Tassonomia
Strettamente imparentato con i generi Houstonia e Hedyotis; comprende alcune specie attribuite in passato a quest'ultimo genere.
Il genere comprende le seguenti specie:
- Oldenlandia accedens (Miq.) Kuntze
- Oldenlandia acicularis Bremek.
- Oldenlandia adscensionis (DC.) Cronk
- Oldenlandia aegialodes Bremek.
- Oldenlandia aemulans Bremek.
- Oldenlandia affinis (Roem. & Schult.) DC.
- Oldenlandia apoensis Elmer
- Oldenlandia arenarioides Willd.
- Oldenlandia aretioides Vierh.
- Oldenlandia aridosa Valeton
- Oldenlandia balfourii Bremek.
- Oldenlandia banksii Elmer
- Oldenlandia bicornuta (Balf.f.) Bremek.
- Oldenlandia boscii (DC.) Chapm.
- Oldenlandia brachypetala (Phil.) E.L.Cabral & Bacigalupo
- Oldenlandia brachyphylla Merr.
- Oldenlandia breviflora Chiov.
- Oldenlandia butensis (Masam.) Govaerts
- Oldenlandia cana Bremek.
- Oldenlandia capensis L.f.
- Oldenlandia capillipes Griseb.
- Oldenlandia capituligera (Hance) Kuntze
- Oldenlandia chevalieri Pit.
- Oldenlandia chiovendae (Bremek.) Verdc.
- Oldenlandia ciliata Elmer
- Oldenlandia ciliolata Korth.
- Oldenlandia clausa Blatt.
- Oldenlandia comata Craib
- Oldenlandia contracta Pierre ex Pit.
- Oldenlandia corymbosa L.
- Oldenlandia cryptocarpa Chiov.
- Oldenlandia cyperoides Verdc.
- Oldenlandia debilis G.Forst.
- Oldenlandia decipiens Valeton
- Oldenlandia densa Neupane & N.Wikstr.
- Oldenlandia densiflora Bremek.
- Oldenlandia dineshii Sojan & V.Suresh
- Oldenlandia dinteri K.Krause
- Oldenlandia drymarioides (Standl.) Terrell
- Oldenlandia duemmeri S.Moore
- Oldenlandia dusenii Standl.
- Oldenlandia echinulosa K.Schum.
- Oldenlandia erythraeoides Miq.
- Oldenlandia fastigiata Bremek.
- Oldenlandia filicaulis K.Schum.
- Oldenlandia filifolia Elmer
- Oldenlandia flosculosa Hiern
- Oldenlandia forcipitistipula Verdc.
- Oldenlandia friesiorum Bremek.
- Oldenlandia geophila Bremek.
- Oldenlandia grandis Pit.
- Oldenlandia gregaria K.Schum.
- Oldenlandia herbacea (L.) Roxb.
- Oldenlandia hockii De Wild.
- Oldenlandia hygrophila Bremek.
- Oldenlandia hymenophylla Bremek.
- Oldenlandia ichthyoderma Cufod.
- Oldenlandia incana Valeton
- Oldenlandia johnstonii (Oliv.) K.Schum. ex Engl.
- Oldenlandia justiciformis Pierre ex Pit.
- Oldenlandia kochii Valeton
- Oldenlandia korthalsiana Miq.
- Oldenlandia labialis Pierre ex Pit.
- Oldenlandia lactea (Willd.) DC.
- Oldenlandia lanceolata Craib
- Oldenlandia lancifolia (Schumach.) DC.
- Oldenlandia laurentii De Wild.
- Oldenlandia lechleriana (Schltdl.) B.D.Jacks.
- Oldenlandia lecomtei Pit.
- Oldenlandia leptoneura Pit.
- Oldenlandia linearifolia Thunb.
- Oldenlandia longifolia DC.
- Oldenlandia machingensis Verdc.
- Oldenlandia macrosepala Pit.
- Oldenlandia maestrensis Alain
- Oldenlandia mairei (H.Lév.) Chun
- Oldenlandia manyoniensis Bremek.
- Oldenlandia massiei Pit.
- Oldenlandia microcalyx K.Schum.
- Oldenlandia microcarpa Bremek.
- Oldenlandia microphylla De Wild. & T.Durand
- Oldenlandia microtheca (Cham. & Schltdl.) DC.
- Oldenlandia mollis (Wall. ex G.Don) K.Schum.
- Oldenlandia monanthos (Hochst. ex A.Rich.) Hiern
- Oldenlandia monocephala Kuntze
- Oldenlandia mouretii Pit.
- Oldenlandia multiglomerulata Pit.
- Oldenlandia muscosa Bremek.
- Oldenlandia nematocaulis Bremek.
- Oldenlandia neomicrophylla Govaerts
- Oldenlandia nervosa Hiern
- Oldenlandia nigrescens Urb. & Ekman
- Oldenlandia nudiflora Thunb.
- Oldenlandia ocellata Bremek.
- Oldenlandia ovata S.Watson
- Oldenlandia oxycoccoides Bremek.
- Oldenlandia paludosa K.Krause
- Oldenlandia paniculata L.
- Oldenlandia parishii Hook.f.
- Oldenlandia parva Troch.
- Oldenlandia patula Bremek.
- Oldenlandia peduncularis (King) F.N.Williams
- Oldenlandia pierrei Pit.
- Oldenlandia pilulifera Pit.
- Oldenlandia platystipula (Merr.) Chun
- Oldenlandia polyphylla Urb.
- Oldenlandia pringlei B.L.Rob.
- Oldenlandia proschii Briq.
- Oldenlandia pulvinata (Balf.f.) Vierh.
- Oldenlandia pumila (L.f.) DC.
- Oldenlandia racemosa Sessé & Moc.
- Oldenlandia recurva (Korth.) Miq.
- Oldenlandia rhabdina Bremek.
- Oldenlandia richardsonioides (K.Schum.) Verdc.
- Oldenlandia rigidula Pierre ex Pit.
- Oldenlandia robinsonii Pit.
- Oldenlandia rosulata K.Schum.
- Oldenlandia rudis Pierre ex Pit.
- Oldenlandia ruelliformis Pierre ex Pit.
- Oldenlandia rufescens Schinz
- Oldenlandia rupicola (Sond.) Kuntze
- Oldenlandia salzmannii (DC.) Benth. & Hook.f. ex B.D.Jacks.
- Oldenlandia santubongensis W.W.Sm.
- Oldenlandia saxifragoides Chiov.
- Oldenlandia schaeferi K.Krause
- Oldenlandia sclerophylla Bremek.
- Oldenlandia scopulorum Bullock
- Oldenlandia sedgwickii Blatt.
- Oldenlandia seineri K.Krause
- Oldenlandia selleana Urb.
- Oldenlandia sieberi Baker
- Oldenlandia sipaneoides K.Schum.
- Oldenlandia smitacrishnae Nandikar & K.C.Kishor
- Oldenlandia stocksii Hook.f.
- Oldenlandia stolonifera Ridl.
- Oldenlandia stricta L.
- Oldenlandia subtilior Wernham
- Oldenlandia succosa Pierre ex Pit.
- Oldenlandia symplociformis Pierre ex Pit.
- Oldenlandia taborensis Bremek.
- Oldenlandia tardavelina Hiern
- Oldenlandia tenella (Hochst.) Kuntze
- Oldenlandia tenerrima Markgr.
- Oldenlandia tenuis K.Schum.
- Oldenlandia thomsonii (Hook.f.) Kuntze
- Oldenlandia tonkinensis Pit.
- Oldenlandia toussidana Quézel
- Oldenlandia triflora Thunb.
- Oldenlandia umbellata L.
- Oldenlandia umbrosa Pierre  .
- Oldenlandia uncinelloides Valeton
- Oldenlandia uvinsae Verdc.
- Oldenlandia vaginata (Blume ex DC.) K.Schum.
- Oldenlandia valida Pierre ex Pit.
- Oldenlandia vasudevanii Soumya & Maya
- Oldenlandia verrucitesta Verdc.
- Oldenlandia villosostipulata Gamble
- Oldenlandia violacea K.Schum.
- Oldenlandia viscida (Bedd.) Kuntze
- Oldenlandia wauensis Schweinf. ex Hiern
- Oldenlandia wiedemannii K.Schum.
- Oldenlandia willdenowiana Schult. & Schult.f.
- Oldenlandia xanthochroa (Hance) Kuntze
- Oldenlandia yunnanensis (H.Lév.) Chun